# Hypopyra padanga
Hypopyra padanga är en fjärilsart som beskrevs av Swinhoe 1918. Hypopyra padanga ingår i släktet Hypopyra och familjen nattflyn. Inga underarter finns listade i Catalogue of Life.